# Manfred Olbertz
Manfred Olbertz, vollständig Manfred-Hermann Olbertz (* 14. Januar 1926 in Breslau; † 21. April 2002 in Rostock) war ein deutscher Agrarwissenschaftler und Hochschullehrer.

## Leben
Olbertz machte 1944 sein Abitur in Breslau und kam dann nach Mecklenburg, wo er eine Landwirtschaftslehre in Kucksdorf (heute Ortsteil von Dettmannsdorf) begann. Von Herbst 1946 bis 1950 studierte er Agrarwissenschaft an den Universitäten Rostock und Greifswald. Nach Ablegung des Staatsexamens in Rostock 1950 ging er an die Humboldt-Universität Berlin. Hier war er wissenschaftlicher Assistent, nach erfolgter Promotion 1952 Oberassistent des Instituts für Kulturtechnik der Landwirtschaftlichen Fakultät. 1955 habilitierte er sich und wurde 1956 Dozent für Bodenmeliorationen und Angewandte Bodenkunde.
1956 wurde er an die Universität Rostock berufen und mit der Wahrnehmung der Professur für Bodenmelioration und Bodenwasserwirtschaft beauftragt. 1957 erhielt er die Professur. Von 1960 bis 1968 war er Institutsdirektor. Von 1969 bis zu seiner Emeritierung 1991 war er ordentlicher Professor für Standortmelioration.
Seit 1972 war er Mitglied der Akademie der Landwirtschaftswissenschaften der DDR.
Mit seiner Ehefrau Sabine Olbertz, geb. Scholz, hatte Olbertz zwei Töchter und vier Söhne. Eines seiner Kinder ist der Erziehungswissenschaftler Jan-Hendrik Olbertz.

## Auszeichnungen
- Verdienstmedaille der DDR
- Ehrendoktor der Universität Breslau
- Ehrendoktor der Slowakischen Landwirtschaftlichen Universität Nitra

## Schriften
- Untersuchungen über die Entwicklungstendenzen und Sorptionsfähigkeiten langjährig genutzter Rieselböden im Berliner Abwasserverwertungsgebiet. Berlin, Landw.-gärtner. F., Diss. v. 14. Mai 1952
- Über die am Standort des Kulturbodens erfassbaren Grössen des Wasserhaushaltes. Berlin: Akademie-Verlag 1957 (Deutsche Akademie der Landwirtschaftswissenschaften zu Berlin: Wissenschaftliche Abhandlungen 23), Habil.
- Probleme der Flurneuordnung und der Entwicklung einer neuen Kulturlandschaft. Berlin 1960
- (mit Johann Rochlitzer und Horst Holjewilken): Zu Problemen der Wasserwirtschaft und des Meliorationswesens. Berlin 1962
- (mit Klaus Schwarz): Die meliorationswissenschaftliche Forschung in der Deutschen Demokratischen Republik. Berlin 1966
- Meliorationswesen. Markkleeberg. Band 1. 1963 (15. Aufl.), 1967 (6. Aufl.).

## Festschriften
- Grundlagen standortgerechter Meliorationen: Prof. Dr. sc. agr. Manfred Olbertz zum 65. Geburtstag. Rostock: Univ., Abt. Wiss.-Publizistik 1990 ISBN 3-86009-065-8
- Kolloquium zu Ehren von Prof. Dr. Agr. Habil. Manfred H. Olbertz anlässlich Seines Siebzigsten Geburtstages. Rostock 1996
- Sonderheft zum Kolloquium 10 Jahre Landeskultur und Umweltschutz – Prognostische Überlegungen zu Lehre und Forschung zu Ehren von Prof. Dr. Agr. Habil. Dr. h.c. (mult.) Manfred H. Olbertz: am 19. Januar 2001. Rostock 2001